# IC 2471
IC 2471 је лентикуларна галаксија у сазвјежђу Хидра која се налази на листи објеката дубоког неба у Индекс каталогу.
Деклинација објекта је - 6° 49' 48" а ректасцензија 9h 25m 12,2s. Привидна величина (магнитуда) објекта IC 2471 износи 13,7 а фотографска магнитуда 14,7. IC 2471 је још познат и под ознакама MCG -1-24-15, PGC 26707.